# 네르바 포룸
네르바 포룸(이탈리아어: Foro di Nerva; 라틴어: Forum Nervae)은 이탈리아 로마에 있는 고대 건축물로, 연대순으로는 황제들의 포룸에 지어진 포룸 중 마지막 전의 포룸이다.

## 네르바 포룸 (포룸 트란시토리움)
로마 시내의 황제들의 포룸은 최근 몇 십 년 동안에 고고학자들의 관심의 대상이 되었다. 포룸 트란시토리움의 동쪽 구역은 현재는 비아 데이포리 임페랄리라고 부르고, 원래는 '비아 델 임페로'라 하는 도로의 건설을 하던 중에 파시스트 정권이 주도한 대규모 발굴 작업 중에 발견되었다. 로돌포 란차니는 1883년에 포룸 트란시토리움에 대한 사료를 모은 첫 인물이었다.  1913년, 1926년–28년, 1932년-1941년 등에 행해진 초기 발굴들은 현존하는 기둥들의 길이를 재고 또한 미네르바 신전의 기초와 외벽을 발굴해내는 데 도움을 줬다. 미네르바 신전은 또한 네르바 포룸에 마르티알리스가 사용한 '포룸 팔라디움'이라는 이름을 붙여주게 하기도 했으며, 포룸 팔라디움이라는 이름은 미네르바의 그리스어 별칭인 팔라스 아테나에서 비롯했다. 20세기 이전까지만 하더라도 문헌 말고는 네르바 포룸에 대해서 거의 알려진 것이 없었지만, 새롭게 이뤄진 발굴과 그곳에 대한 이해는 역사가들과 고고학자들로 하였금 이 포럼이 어떤 목적으로 사용되었는지와 로마 도심 풍경에 있어서 점점 더 중요해지는 지역을 가로지르는 도로로서의 중요성에 대한 새롭고 흥미로운 이론들로 이끌고 있다.

## 역사

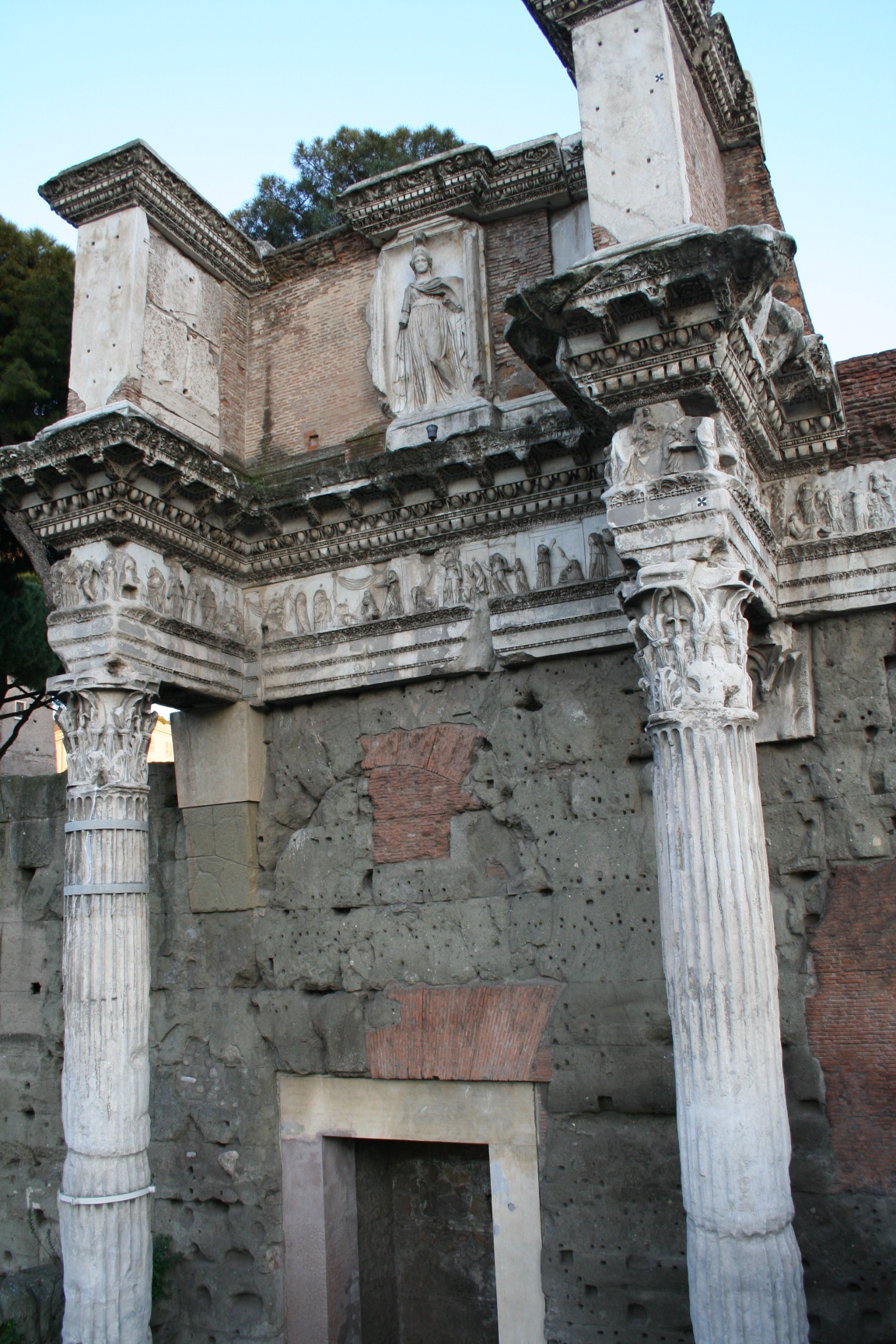
네르바 포룸의 'Colonnacce'

네르바 포룸은 황제들의 포룸에 있는 포룸 중 네 번째로 만들어졌고 규모가 가장 작다. 포룸의 건설은 서기 85년 전에 도미티아누스의 지시로 시작되었으나, 공식적으로 완료되고 개장된 것은 그의 후임자 네르바 시기인 서기 97년으로 따라서 공식 명칭은 네르바의 이름이 붙었다. 네르바 포룸의 거리는 오랜 기간 시장 지역 역할을 했으며, 특히 서적상들과 신발 수선공들이 즐비했다. 이 포룸은 규모가 더 큰 포룸으로 향하는 통로이자 입구로서 역할을 계속했다.
네르바 포룸의 설계는 길고 좁았으며, 아케이드 대신에 외벽을 장식한 기둥들이 있었다. 미네르바에게 헌정된 신전이 서쪽 끝에 두드리지게 있었으며, 이 뒤에는 화려하게 장식된 입구가 있었다.
서로마 제국 붕괴 후, 포룸이 있던 지역은 습지로 바뀌었다. 9세기에, 많은 주택들이 그 지역에 지어졌으며 여기에 쓰인 자재들은 포룸의 잔해들에서 활용된 것들이었다. 미네르바 신전은 1606년에 교황 바오로 5세가 야니쿨룸에 있는 아콰 파올라 분수와 산타마리아 마조레 대성전의 보르게세 채플에 쓰일 건축 자재를 공급하기 위해 철거하기 전까지 상대적으로 온전한 상태로 있었다.
네르바 포룸의 동쪽 끝은 1926년부터 1940년까지 발굴되었음, 발굴된 지역 일부는 비아 데이 포리 임페랄리 개통으로 인해서 이후에 파괴되었다. 추가적인 발굴이 1990년대 말에도 이뤄지기도 했다.

### 도미티아누스 시기

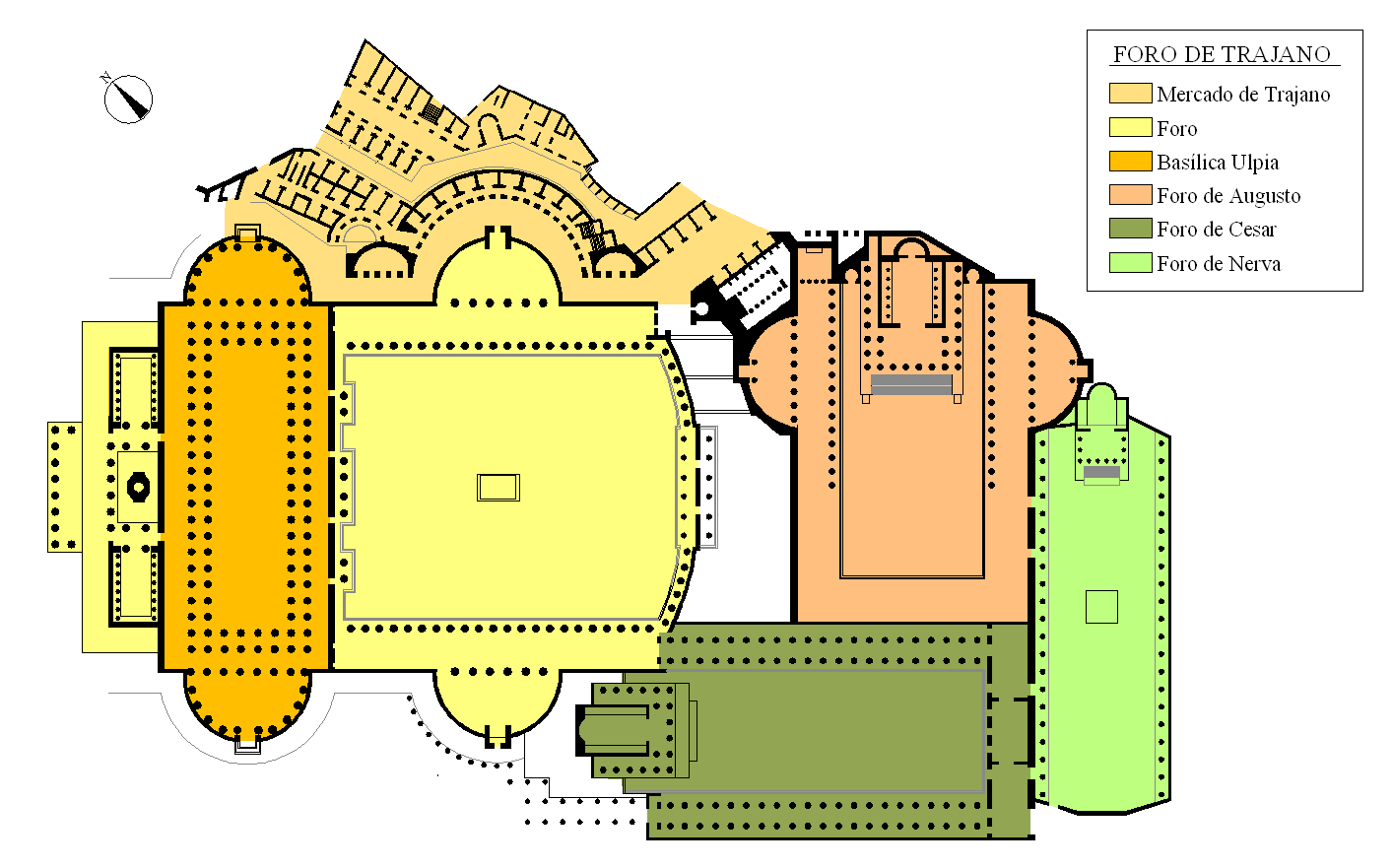
황제들의 포룸 배치도.

트란시토리움 본래 포룸은 포룸 로마눔과 수브라 지구를 연결하던 고대의 도로인 '아르길레툼'에 대한 도미티아누스의 도로 개편과 기념물 건설이 목적이었다. '포룸 트란시토리움'(Forum Transitorium)이라는 명칭은 거의 이 고대 도로의 일부를 포함하던 담 때문에 붙게 되었다. 이 도로는 로마시 곳곳을 상당한 거리에 걸쳐 가로질렀고, 테베레강에서 에스퀼리누스 언덕을 연결하였다. 네르바 포룸의 설계가 도미티아누스의 도무스 아우구스타나를 설계한 건축가 라비리우스가 맡았을 가능성이 있다. 이는 'Colonnacce'의 덴틸 간에 삽입된 화려한 장식 같이 포룸 내부에 장식 묘사를 사용한 점에서 증명된다. 포룸은 길쭉하면서 좁았고 (대략 160 x 46m) 앞에 위치한 포룸의 기본 배치와 일치하며, 한쪽 끝에는 신전이 자리잡았고 쉼터와 복도 역할을 하던 콜로네이드가 있는 마당을 주변으로 높은 벽이 둘러싸여 있었다.. 그렇지만 포룸은 도미티아누스가 암살당한 서기 96년까지 개관되지 않았고 거의 완성에 다다른 것 같다. 서기 97년에 전임자가 죽은 뒤에 네르바가 개관하였고 네르바 포룸(Forum Nervae)이라 명칭이 다시 붙여졌다. 실제로, 포룸 트란시토리움은 도미티아누스가 건설한 유일한 거대 건축물이며 네르바의 짧은 15달간의 재위 때 완공되었다.

## 구조
네르바 포룸의 구획 배치는 기존에 있던 건축물들 사이의 존재하는 공간에 맞춰졌다. 사용 가능한 공간은 길고 좁았으며 (131 x 45 m), 화산암 페페리노 벽돌로 만들어진 외벽이 있었고, 대리석판으로 씌여 있었으며, 짝이 맞춰져 있는 돌출된 기둥들로 장식되었다. 엔타블러처의 프리즈는 아라크네 신화를 묘사했고 다른 부조들은 로마 속주들의 의인화된 모습을 나타내고 있다.
포룸으로 향하는 출입은 양쪽에서 하며, 포로 로마노 쪽 출입구 세 곳과 반대편 쪽에 편자 모양의 엑세드라 포르티카타가 있는 기념물 입구가 있다. 이 기념물 입구를 '포르티쿠스 압시다타'(Porticus Absidata)라고 한다.
포룸의 북쪽과 남쪽 끝은 초승달 모양으로 되어 있고, 서쪽 끝에 미네르바 신전 (도미티아누스의 수호신)이 있으며, 포르티쿠스 압시다타 방향과 입접한 북쪽 초승달 부분에 있었다. 미네르바 신전은 높은 제단 위에 지어졌고, 앞쪽으로 코린토스 기둥 6개 측면에는 세 개씩이 배치되어 있었다. 뒤쪽은 벽 때문에 포룸에서 보이지 않았다.
정반대 방향 근처에, 야누스에게 바쳐진 신전이 있었을 수도 있다. 지하에는 클로아카 막시마가 지나갔다.

## 고고학
포룸 트란시토리움의 고고학적 증거가 어떤 방법을 통해서도 결코 광범위하지 않지만, 포르마 우르비스 로마 (대리석 지도)에 포함된 것 그리고 포룸을 주제로 한 일련의 르네상스 그림 등 현재 있는 증거는 상당히 정확한 재현을 가능케 한다. 고고학 증거물에는 미네르바 신전의 제단 코어를 비롯해서 신전의 포장 지역과 오르토스타트 일부 그리고 '포르티쿠스 압시다타'의 기초 부분, '콜로나체' 등이 있다. 증거물의 대부분은 담의 북쪽 끝 부분에 있으며, 남아있는 남쪽 부분 유적은 비아 데이 포리 임페리얼리의 포장된 도로 아래에 놓여 있다.
포룸의 담벽 남쪽 부분은 포룸 내부를 둘러싼, '콜로나스'라고 알려진 'columns en ressaut'의 현존하는 유일한 증거이다. 이 기둥들은 이전의 황제들의 포룸을 장식하던 보통의 콜로네이드들을 대체한 것이었다. 이걸로 대체한 이유는 아우구스투스 포룸과 평화의 신전 사이의 아주 제한된 공간 때문에 순전히 실리적인 이유였다. 실제로, 공간의 제약과 평행하지 않는 인접한 포룸의 벽은 포룸의 너비가 측정된 곳에 따라 달라졌음을 의미했다 (대략 135에서 160 피트). Placing the columns at 담벽에서 대략 1.75 m쯤 거리에 기둥들을 배치한 것은 포룸 내 공간을 늘리기 위함이었다. 세로로 새겨진 파보나체토 축과 비롯해서, 이 기둥들은 무늬가 장식된 프리즈가 있는 화려한 엔타블러처를 지지했다. 남아있는 프리즈 장면들 중에, 가장 잘 알려진 것은 아라크네 신화를 묘사하고 있다. 다락에도 조상(彫像)이 있지만, 미네르바를 나타내는 중심부 패널만이 제자리에 남아 있다. 기둥들은 프리즈가 엔타블러처에서 분리하여 기둥 꼭대기를 넘어서 뒤로 넘어가게 하였는데, 이런 구조는 포룸의 측면 쪽으로 뻗어나간 것으로 보인다. 이런 모습은 베스파시아누스가 아르길레툼을 따라 장식용 콜로네이드를 배치시킨 것과 대등한 것으로 보인다.
고대 증거물은 또한 도미티아누스가 포룸 트란시토리움에 '야누스 콰드리폰스' 성소를 배치함으로써 아그길레툼의 기억을 영구화시키기를 원했을 수도 있음을 시사한다. 야누스 성소의 존재에 대한 고고학적 증거는 존재하지 않는다. 그렇지만, 마르티알리스와 스타티우스는 야누스가 새로운 포룸의 배치도에 포함되었으며, 도미티아누스의 황금시대를 알렸다라고 명시하였다.

## 미네르바 신전
미네르바는 포룸 트란시토리움의 건설을 지시했던 도미티아누스의 수호신이었다. 이 시기 미네르바의 숭배 부상은 사비니 지역의 숭배 기원에서 비롯한 것으로 보이며, 사비니 지역은 플라비우스 왕조의 선조들의 근거지로 여겨진다. H. Bauer가 진행한 연구에 따르면, 트래버틴과 페페리노 기초 부분들은 건설에 있어서 두 가지 다른 단계를 나타낸다고 하였다. 초기 신전은 훨씬 협소했는데, 그럼에도 이후의 신전보다는 포룸의 공터쪽으로 좀 더 뻗어 있었다. 초기 신전은 기둥 사이가 동등했음을 보여주며, 반면에 후기의 신전은 위치한 곳에 따라 기둥 사이 거리가 바뀌었다. 미네르바 신전의 포치가 포룸의 공터로 돌출되어 있는 반면에, 셀라는 아우구스투스 포룸에서 바깥쪽으로 돌출된 반원형이 공간을 담기 위해서 북서쪽 끝에서 좁아졌다.
미네르바 신전은 대리석으로 외장을 한 이탈리아식 정면 신전으로 포룸 트란시토리움의 빈터를 이루고 있는 앞마당에 세워진 높은 제단에 지어졌다. 이 시기의 다른 일부 신전들처럼, 셀라는 앱스에서 끝났으며 이 앱스에는 우상이 있었다. 이 앱스는 포르마 우르비스 로마이에 열거되어 있다. 파사드는 헥사스타일 형식으로 (정면에 기둥 여섯 개) 각 측면에 둘 혹은 세 개의 기둥과 안타(anta, 건축학적으로 고대 시대 목조 신전의 지붕을 떠받치던 목제 지지대) 가 있는 프로나오스 (정문쪽의 문간방)가 자리잡았다. 이 기둥들은 코린토스 양식이었고 프리지아 대리석으로 만들어졌다. 하지만, 보존 상태가 극심하게 좋지 않아서, 신전의 정면은 정확하게 측정되지 않았다.

## 콜로나스 (Le Colonnacce)
콜로나스는 'en ressaut' 기둥의 현존하는 유일한 부분으로 포룸 트란시토리움의 구간으로 뻗어나갔으며 미네르바 신전의 측면을 따라 위치했다. 이 벽면은 페페리노 벽돌로 만들어졌으며 본래는 대리석으로 덮여 있었을 것이다. 코린토스식 원주들이 콜로나스에서 불과 1.75 m 거리에 있었다. 기둥은 화려하게 장식된 엔타블러처를 지지했으며, 본래의 160 m 엔타블러처에서 21 m만이 그 자리에 남아있는데, 신화의 장면들을 묘사하고 있으며 그 중에서 아라크네 신화가 가장 유명하다.
코니스 위로는 교육조로 새겨진 조각들을 보여주는, 원래 반복적으로 이어지는 애틱이 있었고, 이 중 미네르바를 묘사하는 하나가 남아 있다. Anderson (1984)가 말한 바에 의하면,이 건축 장식의 유형은 개선문에서 적용했고 수사의 아우구스투스 궁전과 베네벤토의 트라야누스 궁전과 비교했을 때 볼 수 있는 도미티아누스 혁신인 것으로 보인다. 그럼에도, 이런 방식으로 기둥의 사용은 헬레니즘 양식에서 기원한 것이고 본래는 프라이네스테 그리고 페루자의 포르타 마르지아의 의 파사드를 통해 이탈리아에 도달한 것으로 보인다.

### 아라크네

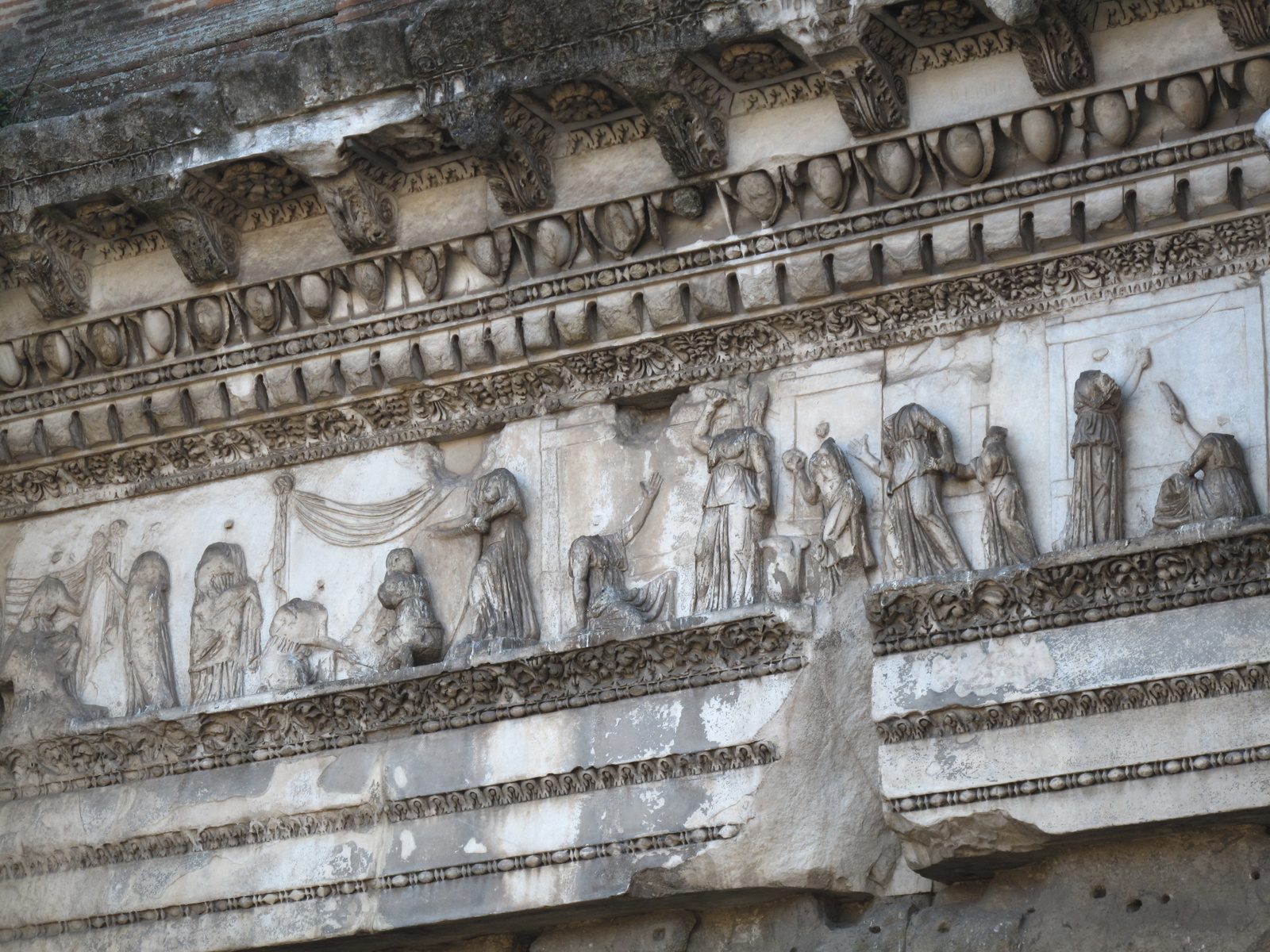
콜로나스의 아라크네 신화 장면. 가운데에서 아라크네는 미네르바가 그녀에게 겁을 줌에 따라 몸을 숙이고 있는 모습이 보여진다.

아라크네 신화는 배틀에 대단한 재능을 지녔던 젋은 여인에 대해서 묘사하는데, 그 실력이 몹시 대단해서 그녀는 미네르바한테 도전할 수 있다고 생각하게 되었다. 노년의 여성으로 모습을 감춘 미네르바 여신은 아라크네에게 여신과의 경연에 나서지 말 것을 경고하나 무시당하고 말았다. 경연이 끝나자, 미네르바는 아라크네가 짠 직물의 휼륭한 품질과 신들의 성적 행위를 담은 디자인에 대해서 분노하고, 그걸 없애버렸다. 아라크네가 자결을 하려는 걸 멈추게 한 뒤, 미네르바는 적절한 징벌을 내리는데, 아라크네를 거미로 바꾸어 어두운 장소에서 거미집을 짓는 운명에 처하게 하였다. 콜로나스의 이 장면은 고대 로마에서 나라의 후원을 받은 미술에서 이 신화를 묘사한 유일한 것이다. 프리즈의 남은 부분은 미네르바의 지도 하에서 옷감을 짜고 실을 잣는 여인들과 반대 쪽에서 반항하고 있는 아라크네를 묘사한다. Blanckenhagen은 이 프리즈에 대해 한층 더 면밀한 분석 중 하나를 내놓는데, 미네르바의 축일인 퀸콰트루스를 축하는 장인들을 묘사했다고 보았다.

## 후기 역사
포룸 트란시토리움의 후기 역사에 대해서 알려진 것은 부분적이다. 포룸에 최초의 변화가 이뤄진 것은 알렉산데르 세베루스 (재위 서기 222년-235년)가 한 것으로 보이며, 그는 신격화된 황제들의 조각상들로 이뤄진 공간을 마련했다. 로마 시내 전역에서 건축 목적의 석제 제거를 위한 청부가 1425년, 1504년, 1522년, 1527년에 이뤄졌으며, 포룸의 소규모 구역을 보전하려는 시도가 1520년 로마 의회에서 거부되기도 했었다. 1517년에 석제 제거 청부 중에 등장한 S. Maria in Macello로 추정되는 한 교회는 1550년 1555년 사이에 철거된 포룸과 조각상들의 위치를 전해준다. 미네르바 신전은 1592년에 철거되었다. 이때의 아키트레이브는 가공되어서 성베드로 성당의 주 제단에 사용되었다.

## 같이 보기
- 아라크네

## 참고 문헌
- Stamper, John W (2005). 《The Architecture of Roman Temples: The Republic to the Middle Empire》. Cambridge University Press. ISBN 052181068X.